# Saint Kitts og Nevis' fodboldforbund
St. Kitts and Nevis Football Association er det styrende organ for fodbold på Saint Kitts og Nevis. Det organiserer Saint Kitts og Nevis fodboldlandshold.